# Фёрстер-Ницше, Элизабет
Тере́за Элизабе́т Алекса́ндра Фёрстер-Ни́цше (нем. Therese Elisabeth Alexandra Förster-Nietzsche; 10 июля 1846, Рёккен, Пруссия — 8 ноября 1935, Веймар, Германия) — младшая сестра мыслителя и филолога Фридриха Ницше, а также его литературная душеприказчица. Супруга политика Бернхарда Фёрстера (Bernhard Förster). Являлась основательницей архива Ницше (Nietzsche-Archiv).

## Биография

### Ранние годы
Тереза Элизабет Александра Ницше родилась 10 июля 1846 года в Рёккене, Пруссия. Её отцом являлся лютеранский пастор Карл Людвиг Ницше (1813—1849), матерью — его жена Франциска Ницше. Элизабет была вторым ребёнком в семье, будучи на два года младше своего брата Фридриха. В детстве она посещала народную школу и, позже, Школу для молодых дам от фрейлейн фон Параскис.

### Nueva Germania

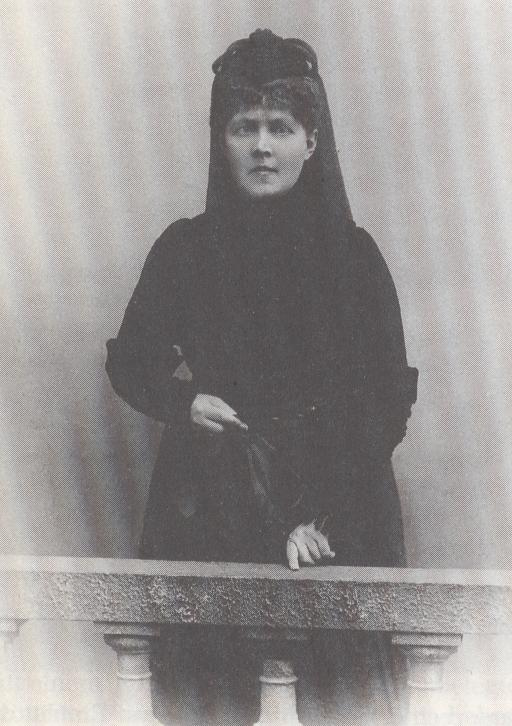
Элизабет Фёрстер-Ницше. 1894

В 1885 году Ницше вышла замуж за бывшего школьного учителя Бернарда Фёрстера, ставшего активным антисемитским пропагандистом и по этой причине отстранённого от преподавания. Он мечтал вывести регенерацию чистой арийской расы и называл евреев «паразитами на теле немецкого общества». Вместе с ним она эмигрировала в 1886 году в Парагвай (Южная Америка).
Фёрстер-Ницше организовала вдвоём с мужем немецкую колонию Новая Германия. Супруги убедили 14 семей присоединиться к ним. Тем не менее, колония не процветала: немецкий способ ведения сельского хозяйства не подходил для американской земли. Из-за затруднённой доставки лекарств и сложности оказания медицинской помощи многие члены умирали от болезней. Бернард покончил с собой 3 июня 1889 года в возрасте 46 лет из-за финансовых проблем. Фёрстер-Ницше вернулась через четыре года в Германию.

### Архив Ницше
В 1894 году Фёрстер-Ницше основала архив Ницше. После смерти брата в 1900 году она стала его литературной душеприказчицей. Фёрстер-Ницше издавала книги брата в собственной редакции, а для многих материалов не давала разрешение на публикацию. Так, «Воля к власти» была в плане работ Ницше, но он так и не закончил данный труд. Элизабет издала эту книгу на основании отредактированных ею черновиков брата. В связи с тенденциозным подбором отрывков и прямыми фальсификациями от сотрудничества в издании книги отказывались Рудольф Штейнер и Ф. Кёгель. С критикой действий Элизабет относительно архива выступал также К. Бернулли.
Архив стал популярным местом, в его гостевой книге были замечены такие имена, как Стефан Георге, Рихард Демель, Томас Манн, Герхарт Гауптман и др.
В 1930 году Фёрстер-Ницше примкнула к НСДАП. После прихода Адольфа Гитлера к власти в 1933 году архив получил от правительства Германии финансовую и публичную поддержку. Взамен Элизабет поддерживала режим весомым авторитетом своего брата, называя архив «центром философской презентации национал-социалистической идеологии». По настоянию Элизабет Гитлер несколько раз посещал созданный ею архив в 1932–1934 годах. Во время посещения в 1934 году Гитлер сфотографировался почтительно смотрящим на бюст Ницше, фотография появилась в немецкой прессе под заголовком «Фюрер перед бюстом немецкого философа, чьи идеи обогатили два великих популярных движения: немецкий национал-социализм и фашистское движение Италии». В том же году экземпляр книги «Так говорил Заратустра» вместе с «Майн Кампф» и «Мифом двадцатого века» Розенберга были торжественно положены в склеп Гинденбурга в Танненбергском мемориале. Гитлер назначил Элизабет пожизненную пенсию за заслуги перед отечеством.
Умерла 8 ноября 1935 года в Веймаре, Германия, на её похоронах присутствовали Адольф Гитлер и другие высокопоставленные чиновники.

## В массовой культуре
- В фильме Лилианы Кавани «По ту сторону добра и зла»[англ.] (итал. Al di là del bene e del male, 1977) роль Элизабет Фёрстер-Ницше исполняет Вирна Лизи, её брата — Эрланд Юзефсон[9].